# Diecezja Ifakara
Diecezja Ifakara, łac. Dioecesis Ifakarensis – diecezja Kościoła rzymskokatolickiego w Tanzanii. Należy do metropolii Dar es Salam.